# Skyway Monte Bianco
La Skyway Monte Bianco è un impianto di risalita funiviario italiano situato in Valle d'Aosta che permette di raggiungere il punto più vicino alla vetta del Monte Bianco, partendo dai 1.300 metri di Courmayeur per arrivare ai 3.466 metri di Punta Helbronner.

## L'impianto
La Skyway è inaugurata il 30 maggio 2015 e comprende 3 stazioni:

### Courmayeur (The Valley)
Si tratta della stazione di valle e punto d’accoglienza, situata a ovest dell’abitato di Entrèves. Comprende un parcheggio interrato e numerosi parcheggi all'aperto, un bar, gli spazi amministrativi della società esercente, la sala macchine, l’officina di stazione, i depositi e i magazzini.

### Pavillon (The Mountain)
Si tratta del punto di interscambio fra il primo e il secondo tronco della funivia. La stazione ospita un bar bistrot, un ristorante, una sala cinema in grado di accogliere fino a 150 persone e l'Hangar 2173 nei locali della vecchia stazione, in cui si illustra la storia delle vecchie funivie.
Al di fuori di questa stazione si trova il Giardino botanico alpino Saussurea: aperto nel periodo estivo, si tratta del giardino botanico più alto in Europa ed ospita, su oltre 7000 m2 oltre 900 specie floreali, soffermandosi in particolare sui principali ambienti valdostani, e in questo senso promuovendo la valorizzazione del patrimonio botanico locale, unendola alla fruizione da parte del pubblico.

### Punta Helbronner (The Sky)
Punta Helbronner è la stazione d’arrivo, con un bar bistrot e una terrazza panoramica a 360 gradi con vista sul Monte Bianco, il Dente del Gigante, il ghiacciaio delle Grandes Jorasses, il Grand Combin, il Monte Rosa, il Gran Paradiso e le Barre des Écrins.
Nella stazione di Punta Helbronner è inoltre ospitata una mostra permanente di cristalli provenienti dal Massiccio del Monte Bianco e tra i 150 minerali esposti si possono ammirare le più particolari varietà di quarzo di rocca, di morioni ialini e fumé, le vesuviane e i granati rinvenuti presso Châtillon, i minerali delle antiche miniere, tra i quali i campioni di oro nativo di Brusson e di violano di Saint Marcel, unica località di ritrovamento al mondo. Infine è possibile trovare la libreria LaFeltrinelli, che in quanto situata a 3466 metri di altezza, detiene il record di libreria più alta d'Europa.

## Storia
I lavori di costruzione iniziano nel marzo del 2011 e si concludono quattro anni dopo con l’apertura al pubblico avvenuta il 30 maggio 2015.

## Caratteristiche
- Lunghezza percorso tratto italiano: 4.500 m. (dislivello: 2.137 m.)
- Quota stazione di arrivo: 3.449,24 m s.l.m. / a.s.l.
- Quota stazione di partenza: 1.308,20 m s.l.m. / a.s.l.
- Tempi ascesa: il percorso in salita richiede 4 minuti per il primo tronco e 7 per il secondo. Aggiungendo 2 minuti teorici per il passaggio da una cabina all’altra, in 15 minuti si può compiere l’intero percorso.
- Velocità: 9 metri al secondo.

Piloni di sostegno: il secondo tronco è caratterizzato da 2 piloni, uno dei quali alto 100 metri e poggiato su un’area di 700 metri quadrati.